# Juan Carlos Valenzuela
Juan Carlos "Topo" Valenzuela Hernández (Guaymas, Sonora; 15 de mayo de 1984) es un exfutbolista mexicano que jugaba de Defensa central.

## Trayectoria
Debutó en la Primera División de México con los Rojinegros del Atlas el 19 de abril de 2003, enfrentando a Tecos Fútbol Club en el Estadio Jalisco, en partido correspondiente a la Jornada 15 del Clausura 2003; Valenzuela ingresó en el minuto 77 por Juan Pablo Rodríguez y el partido finalizó 2-0 a favor de los Rojinegros.
De cara al Clausura 2008 fue fichado por los Tecos. En diciembre de 2008 reportó con el Club América.
Con las Águilas del América fue Campeón de Liga en dos ocasiones (Clausura 2013 y Apertura 2014).
En el 2015 jugó de nueva cuenta con los Rojinegros del Atlas. En el Clausura 2016 se unió a los Xoloitzcuintles de Tijuana.
Salió del conjunto fronterizo al concluir el Clausura 2019.
Tras seis meses de ausencia, retornó a las canchas para jugar con los Leones Negros de la U. de G. en la Liga de Expansión MX en el Clausura 2020.

## Clubes
| Club          | País   | Año           |
| ------------- | ------ | ------------- |
| Atlas         | México | 2002-2007     |
| Tecos         | México | 2008          |
| Club América  | México | 2009-2014     |
| Atlas         | México | 2015          |
| Club Tijuana  | México | 2016-2019     |
| Leones Negros | México | Clausura 2020 |

### Partidos y goles
| Competencia                      | Partidos | Goles |
| -------------------------------- | -------- | ----- |
| Primera División de México       | 436      | 11    |
| Copa México                      | 27       | 0     |
| Liga de Campeones de la Concacaf | 10       | 0     |
| Copa Libertadores                | 8        | 0     |
| InterLiga                        | 7        | 0     |
| Liga de Expansión MX             | 4        | 0     |
| Sub-20 *                         | 2        | 0     |
| Total                            | 494      | 11    |

* Atlas Sub-20

## Selección nacional

### Absoluta
|                    | PJ | Minutos | Goles | Asistencias | Periodo   |
| ------------------ | -- | ------- | ----- | ----------- | --------- |
| Selección mexicana | 23 | 1,905   | 1     | 1           | 2008-2015 |

| Fecha                    | Rival             | Estadio                                            | Resultado | Competencia                     |
| ------------------------ | ----------------- | -------------------------------------------------- | --------- | ------------------------------- |
| 24 de septiembre de 2008 | Chile             | Los Angeles Memorial Coliseum, Los Angeles         | 0-1       | Amistoso                        |
| 29 de enero de 2009      | Suecia            | Oakland-Alameda County Coliseum, Oakland           | 0-1       | Amistoso                        |
| 28 de junio de 2009      | Guatemala         | Qualcomm Stadium, San Diego                        | 0-0       | Amistoso                        |
| 23 de julio de 2009      | Costa Rica        | Soldier Field, Chicago                             | 1-1       | Copa de Oro de la Concacaf 2009 |
| 26 de julio de 2009      | Estados Unidos    | Giants Stadium, East Rutherford                    | 0-5       | Copa de Oro de la Concacaf 2009 |
| 17 de marzo de 2010      | Corea del Norte   | Estadio Corona, Torreón                            | 2-1       | Amistoso                        |
| 24 de marzo de 2010      | Islandia          | Bank of America Stadium, Charlotte                 | 0-0       | Amistoso                        |
| 7 de mayo de 2010        | Ecuador           | MetLife Stadium, East Rutherford                   | 0-0       | Amistoso                        |
| 10 de mayo de 2010       | Senegal           | Soldier Field, Chicago                             | 1-0       | Amistoso                        |
| 7 de julio de 2013       | Panamá            | Rose Bowl, Pasadena                                | 1-2       | Copa de Oro de la Concacaf 2013 |
| 11 de julio de 2013      | Canadá            | CenturyLink Field, Seattle                         | 2-0       | Copa de Oro de la Concacaf 2013 |
| 14 de julio de 2013      | Martinica         | Empower Field at Mile High, Denver                 | 1-3       | Copa de Oro de la Concacaf 2013 |
| 20 de julio de 2013      | Trinidad y Tobago | Georgia Dome, Atlanta                              | 1-0       | Copa de Oro de la Concacaf 2013 |
| 24 de julio de 2013      | Panamá            | Cowboys Stadium, Arlington                         | 1-2       | Copa de Oro de la Concacaf 2013 |
| 30 de octubre de 2013    | Finlandia         | Qualcomm Stadium, San Diego                        | 4-2       | Amistoso                        |
| 13 de noviembre de 2013  | Nueva Zelanda     | Estadio Azteca, Coyoacán                           | 5-1       | Repechaje a Brasil 2014         |
| 20 de noviembre de 2013  | Nueva Zelanda     | Estadio Westpac, Wellington                        | 2-4       | Repechaje a Brasil 2014         |
| 29 de enero de 2014      | Corea del Sur     | Alamodome, San Antonio                             | 4-0       | Amistoso                        |
| 2 de abril de 2014       | Estados Unidos    | State Farm Stadium, Glendale                       | 2-2       | Amistoso                        |
| 12 de junio de 2015      | Bolivia           | Estadio Sausalito, Viña del Mar                    | 0-0       | Copa América 2015               |
| 15 de junio de 2015      | Chile             | Estadio Nacional Julio Martínez Prádanos, Santiago | 3-3       | Copa América 2015               |
| 19 de junio de 2015      | Ecuador           | Estadio El Teniente, Rancagua                      | 1-2       | Copa América 2015               |

#### Gol
| Fecha              | Rival | Gol | Resultado | Competencia |
| ------------------ | ----- | --- | --------- | ----------- |
| 3 de junio de 2015 | Perú  |     | 1-1       | Amistoso    |

#### Participaciones en selección nacional
| Categoría | Competencia                     | Sede           | Resultado      |
| --------- | ------------------------------- | -------------- | -------------- |
| Absoluta  | Copa de Oro de la Concacaf 2009 | Estados Unidos | Campeón        |
| Absoluta  | Copa de Oro de la Concacaf 2013 | Estados Unidos | Tercer lugar   |
| Absoluta  | Copa América 2015               | Chile          | Fase de grupos |

## Palmarés

### Campeonatos nacionales
| Título                     | Club         | País   | Año  |
| -------------------------- | ------------ | ------ | ---- |
| Primera División de México | Club América | México | 2013 |
| Primera División de México | Club América | México | 2014 |

### Campeonatos internacionales
| Título           | Club               | Sede           | Año  |
| ---------------- | ------------------ | -------------- | ---- |
| Copa de Oro 2009 | Selección Mexicana | Estados Unidos | 2009 |